# Баумгартнер, Геральд
Геральд Баумгартнер (нем. Gerald Baumgartner; род. 14 ноября 1964, Оберндорф-Зальцбург) — австрийский футболист и футбольный тренер.

## Тренерская карьера

### Ранняя карьера
Тренерская карьера Баумгартнера началась с должности ассистента главного тренера резервной команды «Ред Булл». Затем он занимал саму должность главного тренера резервной команды «Ред Булла» с 8 апреля 2011 года по 31 декабря 2011 года. Потом он был назначен на должность главного тренера клуба «Пашинг», которую он занимал с 1 января 2012 по 4 сентября 2013 года. 5 сентября 2013 года Баумгартнер, став наставником клуба «Санкт-Пёльтен», привёл «Санкт-Пёльтен» к финалу Кубка Австрии в сезоне 2013/14, который позволил клубу квалифицироваться в Лигу Европы.

### Аустрия Вена
27 мая 2014 года Баумгартнер был назначен главным тренером венской «Аустрии». 10 июня 2014 он провёл первую тренировку команды в этом качестве.

### Маттерсбург
2 января 2017 года Баумгартнер был представлен как новый главный тренер «Маттерсбурга». В августе 2018 года он покинул клуб.

### Рид
1 января 2019 года Геральд Баумгартнер возглавил австрийский «Рид» и стал спортивным директором клуба.